# 丛连彪
丛连彪（1961年—），吉林长春人，回族，中华人民共和国政治人物、第十一届全国人民代表大会吉林地区代表。
毕业于北京大学光华管理学院工商管理专业。担任吉林省长春皓月清真肉业股份有限公司董事长。2008年起担任全国人大代表。